# ジパング

1544年に書かれ、17世紀前半まで5か国語で合計35版発行された中世のベストセラー、ゼバスティアン・ミュンスターによる著作「Cosmographia」に掲載されているアメリカ図。東アジア北東の多島海の中、歪な北アメリカのすぐ西にジパングが記されている。綴りは「Zipangri（ジパングリ）」となっている。本図は1561年の版からの着色図である。

ジパング（Zipangu）とは、中世・近世ヨーロッパの地誌に現れる東方の島国。日本を指すと見なされることが多い。

## マルコ・ポーロの伝えたジパング
マルコ・ポーロの『東方見聞録』は、以下のように伝えている。
- ジパングは、カタイ（中国大陸）の東の海上1500マイルに位置する独立した島国であり、莫大な金を産出すること、また、王の宮殿は金でできており、人々は礼儀正しく穏やかであることや、埋葬の方法は火葬か土葬で、火葬の際には死者の口の中に真珠を置いて弔う風習がある、といった記述がみられる[1]。

- モンゴルのクビライがジパングを征服するため軍を送ったが、暴風で船団が壊滅した。生き残り、島に取り残された兵士たちは、ジパングの兵士たちが留守にした隙にジパングの都を占領して抵抗したが、この国で暮らすことを認める条件で和睦して、ジパングに住み着いたという話である。

- 東方見聞録には「ジパング諸島の偶像教徒は、自分たちの仲間でない人間を捕虜にした場合、もしその捕虜が身代金を支払えなければ、彼らはその友人・親戚のすべてに『どうかおいで下さい。わが家でいっしょに会食しましょう』と招待状を発し、かの捕虜を殺して――むろんそれを料理してであるが――皆でその肉を会食する。彼等は人肉がどの肉にもましてうまいと考えているのである[2]」との記述がある。この記述は、ジャワ島付近の諸島の解説にもみられる[3]。

- ジパング島の一部の兵士は刃物による攻撃を無効化する不思議な石を皮膚の下に埋め込んでいたという[4]。しかし、その石は刃物以外での攻撃は防げなかったので、それらの兵士たちは殴り殺されたという。

## 「ジパング」の綴りについて
マルコ・ポーロの『東方見聞録』の写本・刊本によって一定せず、平凡社東洋文庫版（愛宕松男訳）の底本であるアルド・リッチ英訳本では「Chipangu」、フランス国立図書館 fr. 1116 写本（14世紀、イタリア語がかった中世フランス語）では「Cipngu」、グレゴワール本（14世紀、標準フランス語）では「Sypangu」、ゼラダ本（1470年頃、ラテン語）では「Çipingu」、ラムージオ本（1559年、イタリア語）では「Zipangu」となっている。愛宕訳ではリッチ英訳本に基づいて「チパング」と訳している。
また、1525年にプトレマイオス・C（PTOLEMY, C.）と、グルニンガー・J（GRUNIGER, J.）が、『マルコ・ポーロの（古）中国と伝説のジパングリ』（Marco Polo's Cathay and fabled Zipangri）を出版。同書に所載された地図にも、「Zipangri」と大きく記載されている。 1544年に書かれ、17世紀前半まで5か国語で合計35版発行された中世のドイツ人、ゼバスティアン・ミュンスターによる著作『Cosmographia』に掲載されている地図にも、「Zipangri」と表記されている。 同じく、アントウェルペンの地図製作者であるアブラハム・オルテリウス（Abraham Ortelius）が1570年に出版し、その後も繰り返し再版された地図帳『世界の舞台（Theatrum Orbis Terrarum）』に所載された東インドと周辺島嶼の図「印度東洋島図（INDIAE ORIENTALIS INSVLARVMQVE ADIACIENTIVM TYPVS.1570）」でもやはり「Hanc insulam M. Paul Venet Zipangri vocat.」の説明書きがあり、「この島をヴェネツィアのマルコ・ポーロは“ジパングリ”と呼ぶ」と記載されている。

## 語源
語源については、「日本国」を中世の中国語で発音した音が語源とされ、その痕跡は、呉方言（浙江省・江蘇省・上海）・粤（えつ）方言（広東省・香港・マカオなど）・客家（はっか）方言（広東省東部など）・閩（びん）方言（福建省など）、そして台湾で話される閩方言の流れをくむ台湾語などの現代中国語の、特に南方の方言にも色濃く残されている。ヨーロッパにはマルコ・ポーロが Cipangu（あるいはChipangu）として最初に紹介したと言われる。なお10世紀頃から地理学者イブン・フルダーズベなどをはじめアラビア語・ペルシア語の地理書において、後のジパングにあたると思われる金山を有する島（国）、ワークワークについて都度都度言及されており、関連があるとされる。
現代の多くの言語で日本を意味する Japan（英語「ジャパン」、ドイツ語「ヤーパン」）/Japon, Japón（フランス語「ジャポン」、スペイン語「ハポン」）/Giappone（イタリア語「ジャッポーネ」）/Yaponiya, Япония（ウズベク語「ヤポニヤ」、ロシア語「イポーニヤ」） などの言葉は、一般にジパングの「ジパン（日本）」が語源とされるが、ポルトガルが到達した16世紀頃の東南アジアで日本のことを中国語からの借用語で Japang と呼んでいたことに由来するという説など、様々な異説もある。但し、この説は日本人のように「n」と「ng」を聞き分けられないはずのない東南アジアの言語を母国語にしている人々が Japanと Japang とを混乱して呼んでいたとは考えられないので、かなり信憑性が低い。現代ポルトガル語での日本の呼称はJapão（ジャポン）である。
日本ではマルコ・ポーロが紹介した事実が非常によく知られており、日本の異称として認識されている。

## ジパング＝奥州平泉説
マルコ・ポーロが伝え聞いたジパングの話は、平安時代末期に平安京に次ぐ日本第二の都市として栄えた奥州平泉の中尊寺金色堂がモデルになっているという説がある。当時の奥州(現在の東北地方)は莫大な砂金を産出しており、奥州藤原氏によって国際貿易に使用されていた。また鎌倉大仏も関係しているといわれている。
マルコポーロが元王朝に仕えていた13世紀頃、奥州の豪族安東氏は十三湖畔にあった十三湊経由で独自に中国と交易を行っていたとされ、そこからこの金色堂の話が伝わったものとされる。

## モンゴル帝国時代の「ジパング」
モンゴル帝国時代、大元朝時代の「日本観」についてであるが、大元朝後期に中書右丞相トクトらによって編纂された『宋史』「日本伝」では、「その地東西南北、各々数千里なり。西南は海に至り、東北隅は隔つるに大山を以てす。山外は即ち毛人（蝦夷か）の国なり」とした上で、雍熙元年（984年）に入宋した日本人僧の奝然の伝えたところとして、「天御中主」（天御中主尊）から「彦瀲尊」（彦波瀲武鸕鶿草葺不合尊）までの約23世、「神武天皇」から「守平天皇」（円融天皇）までの約64世を列記し、「国中に五経の書および仏経、『白居易集』七十巻あり、並びに中国より得たり」「土は五穀によろしくして麦少なし」「糸蚕を産し、多く絹を織る、（その布地は）薄緻愛すべし」「四時（春夏秋冬）の寒暑は、大いに中国に類す」と記し、「東の奥洲」で黄金を産出し、対馬のことと思われる「西の別島は白銀を出だし」などと記している。日本の地理などの情報は全体的にほぼ正確に伝えているが、「犀・象多し」など事実と異なった記述も一部ある。
また、『集史』「クビライ・カアン紀」によると、東南方、「環海中、女直と高麗（جورجه و كولى Jūrja wa Kūlī）地方沿岸近くに大島があり、それはジマングー（جمنكو Jimangū?）という名前である。（女直や高麗の地域から）400ファルサング（約 2,000 km）離れている」とあり、女直、高麗などから東南海上の彼方に大元朝に敵対する地域として「日本国」の音写とおぼしき「جمنكو j-m-n-k-w」と呼ばれる大島についての記述がある。

## 異説
上記のごとく、マルコ・ポーロのジパングが日本のことを指すという見方が現在一般的であるが、異説もある。
- 中世の日本はむしろ金の輸入国であり、黄金島伝説と矛盾する。
- マルコ・ポーロの記述やその他の黄金島伝説ではツィパングの場所として（緯度的にも気候的にも）明らかに熱帯を想定しており、実際の日本（温帯に属する）の位置とはかなり異なる。
- 元が遠征に失敗した国は日本以外にも多数存在する。

などの理由から、ジパングと日本を結びつけたのは16世紀の宣教師の誤解であるとする説もある。またジパングの語源としても、元が遠征した東南アジアの小国家群を示す「諸蕃国」（ツィァパングォ）の訛りであるとする。
なお、14世紀に東南アジアのジャワ島を訪れた旅行家のオドリコは、ジャワ島には壁から床までが黄金で敷き詰められた宮殿があるという証言を残している。

### ワクワクとの関連

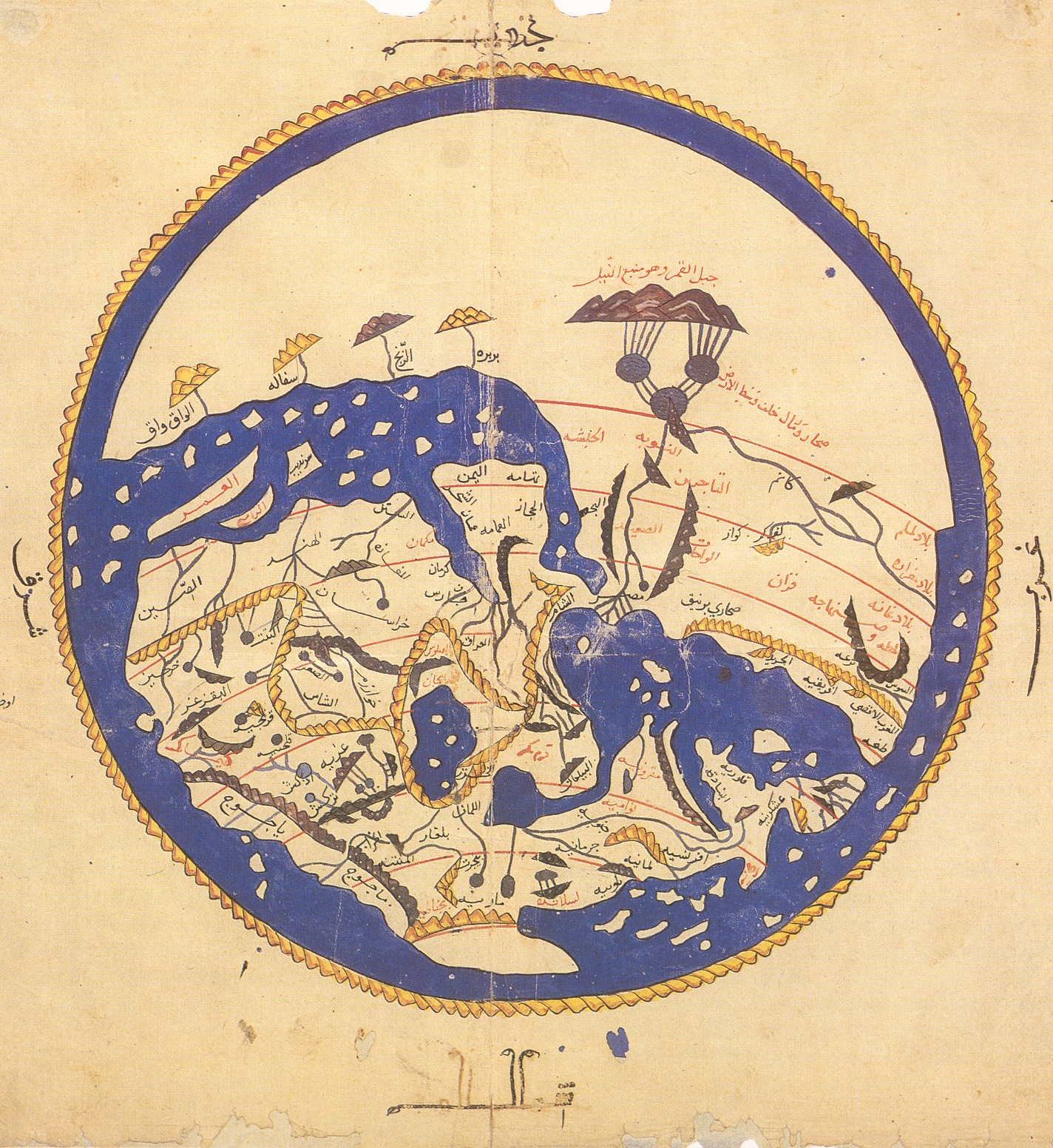
地理学者イドリースィーの1154年製作の世界地図。上が南方向となっており、南方全体から東方にかけてをアフリカ大陸が覆う。地図の左端、アフリカ大陸東端に金泥で描かれた山があり、「ワークワーク」（الواق واق ）と書かれている。

イスラーム世界（アラビア語・ペルシア語圏）において「ワークワーク（الواقواق al‐Wāqwāq）」というスィーン（al-Ṣīn、中国）の東方にある地域（または島）の記録があり、9世紀半ばに著されたイブン・フルダーズベのアラビア語最古の地誌『諸道と諸国の書』（アラビア語: كتاب المسالك والممالك / Kitāb al-Masālik w’al-Mamālik）によると、ここでは黄金を産出し、衣服から犬の首輪まで黄金が用いられ、輸出も行っているとされる。またシーラ (Shīlā) という国がカーンスー（Qānṣū、杭州か揚州）の沖にあり、ここも黄金に富むという。
ワークワークは日本の旧称「倭国（わこく）」に由来するという説もあるが、スマトラ、マダガスカル、ボルネオ、フィリピンなどのアフリカや東南アジアという説もあり詳しいことは分かっていない。
シーラは山が多い、多くの王がいる、環境が良いため入国者がそのまま居住するとされ、古代の日本に当てはまる記述もあるが詳細は不明である。
イドリースィーの地図は1154年頃の知見を集めたものであるが、ポーランドにあたる地域の記述など資料の取り違えとみられる点もある。